# 篠原西町
篠原西町（しのはらにしちょう）は、神奈川県横浜市港北区の町名。「丁目」のない単独行政地名。住居表示実施済区域。

## 地理
港北区の南東部に位置し、北に篠原町、北東に仲手原、南東に篠原台町、南と西に神奈川区六角橋と接している。

### 地価
住宅地の地価は、2025年（令和7年）1月1日の公示地価によると、篠原西町10-38の地点で35万8000円/m²となっている。

## 歴史

### 沿革
- 1970年（昭和45年）6月1日 - 住居表示の実施に伴い、篠原町、神奈川区白楽の各一部から篠原西町を新設[7]。
- 1994年（平成6年）11月6日 - 行政区の再編成に伴い、横浜市港北区篠原西町となる[8]。

## 世帯数と人口
2025年（令和7年）6月30日現在（横浜市発表）の世帯数と人口は以下の通りである。
| 町丁     | 世帯数    | 人口    |
| -------- | --------- | ------- |
| 篠原西町 | 1,767世帯 | 3,429人 |

### 人口の変遷
国勢調査による人口の推移。
| 年                 | 人口  |
| ------------------ | ----- |
| 1995年（平成7年）  | 3,463 |
| 2000年（平成12年） | 3,431 |
| 2005年（平成17年） | 3,256 |
| 2010年（平成22年） | 3,303 |
| 2015年（平成27年） | 3,321 |
| 2020年（令和2年）  | 3,456 |

### 世帯数の変遷
国勢調査による世帯数の推移。
| 年                 | 世帯数 |
| ------------------ | ------ |
| 1995年（平成7年）  | 1,472  |
| 2000年（平成12年） | 1,505  |
| 2005年（平成17年） | 1,500  |
| 2010年（平成22年） | 1,553  |
| 2015年（平成27年） | 1,591  |
| 2020年（令和2年）  | 1,743  |

## 学区
市立小・中学校に通う場合、学区は以下の通りとなる（2024年11月時点）。
| 番・番地等 | 小学校             | 中学校               |
| ---------- | ------------------ | -------------------- |
| 全域       | 横浜市立神橋小学校 | 横浜市立六角橋中学校 |

## 事業所
2021年（令和3年）現在の経済センサス調査による事業所数と従業員数は以下の通りである。
| 町丁     | 事業所数 | 従業員数 |
| -------- | -------- | -------- |
| 篠原西町 | 55事業所 | 317人    |

### 事業者数の変遷
経済センサスによる事業所数の推移。
| 年                 | 事業者数 |
| ------------------ | -------- |
| 2016年（平成28年） | 46       |
| 2021年（令和3年）  | 55       |

### 従業員数の変遷
経済センサスによる従業員数の推移。
| 年                 | 従業員数 |
| ------------------ | -------- |
| 2016年（平成28年） | 241      |
| 2021年（令和3年）  | 317      |

## 施設
- 篠原西町公園[18]

## その他

### 日本郵便
- 郵便番号 : 222-0025[3]（集配局：港北郵便局[19]）

### 警察
町内の警察の管轄区域は以下の通りである。
| 番・番地等 | 警察署     | 交番・駐在所 |
| ---------- | ---------- | ------------ |
| 全域       | 港北警察署 | 仲手原交番   |